# Eratoneura staffordi
Eratoneura staffordi är en insektsart som först beskrevs av Hepner 1966.  Eratoneura staffordi ingår i släktet Eratoneura och familjen dvärgstritar. Inga underarter finns listade i Catalogue of Life.